# Protea rupicola
Protea rupicola är en tvåhjärtbladig växtart som beskrevs av Mund och Meissn.. Protea rupicola ingår i släktet Protea och familjen Proteaceae. Inga underarter finns listade i Catalogue of Life.